# Afipski
Afipski (del ruso: Афипский) es un asentamiento de tipo urbano del raión de Séverskaya, en el krai de Krasnodar de Rusia. Está situado en la orilla izquierda del río Afips, afluente del Kubán, 14 km al este de Séverskaya y 21 km al sur de Krasnodar, la capital del krai. Tenía 18 969 habitantes en 2010.
Es cabeza del municipio de Afipskoye, al que pertenecen asimismo Vodokachka, Vostochni, Kovalenko, Kosharski y Neftekachka.

## Historia
En 1830, se construyó el fuerte Gueórguiye-Afípskoye por indicación del atamán Alekséi Beskrovni. Su nombre deriva del general Gueorgui Emanuel, comandante de la línea de fortificaciones del Kubán y del nombre del río. En 1855, por causa de la guerra de Crimea, el fuerte fue desmantelado, para que el ejército enemigo se hiciera con las armas y la guarnición.
En 1865, se estableció una stanitsa llamada Gueórguiye-Afípskaya en el emplazamiento del fuerte, poblada con colonos cosacos del Mar Negro. A estos se añadirían campesinos de Rusia central. Diez años después de su fundación tenía 1 500 habitantes y ya había una escuela primaria. La iglesia fue erigida en 1885, año en el que se estableció un servicio de transbordador en el camino a Ekaterinodar. Con el establecimiento del ferrocarril Krasnodar-Novorosisk, la localidad recibió un fuerte empuje para el desarrollo de pequeñas industrias. Hasta 1920 pertenecía al otdel de Ekaterinodar del óblast de Kubán.
Durante las décadas de 1940 y 1950 la industria recibió un fuerte empuje. Recibió el estatus de asentamiento de tipo urbano en 1958.

## Demografía
| 1875 | 1917   | 1959 | 1970   | 1979   | 1989   | 2002   | 2009   | 2010   |
| ---- | ------ | ---- | ------ | ------ | ------ | ------ | ------ | ------ |
| 1500 | 15 995 | 9923 | 13 623 | 14 975 | 15 995 | 17 977 | 18 575 | 18 969 |

## Clima
La localidad se halla en un área de clima templado continental. La temperatura media anual es de 11 °C, la veraniega 26 °C y la invernal 1 °C. La precipitación media anual es de 700 mm.

## Economía y transporte
En la localidad se halla una refinería de petróleo, edificada en 1964 en la que trabajan alrededor de mil personas. Asimismo hay una fábrica de motores en la que trabjan unos 150 empleados. Es importante destacar la panificadora OAO Afipski Jlebokombinat (ОАО Афипский хлебокомбинат) originaria de 1948, de renombre en la región (23 de sus trabajadores recibieron la Medalla al Trabajador Veterano). Otras industrias incluyen un depósito del ferrocarril, una empresa de pavimentos y una acería.
La agricultura del municipio está explotada por la empresa AKJ Avrora, antiguo koljós del mismo nombre.
Cuenta con una estación (Afipskaya) en la línea Krasnodar-Novorosisk de la red del ferrocarril del Cáucaso Norte. Al sur de la localidad hay un aeródromo.

## Cultura y lugares de interés
El centro de la cultura de la localidad es la Casa de Cultura. En la población hay una biblioteca, una escuela de artes, tres escuelas secundarias, una guardería y cuatro jardines de infancia.
Es de destacar el parque central de la localidad donde se halla un obelisco y una llama eterna dedicados a la memoria de los caídos en la Gran Guerra Patria, restaurados en 2009.

## Salud
En la localidad se halla el hospital regional n.º 3.